# Indirana gundia
Indirana gundia är en groddjursart som först beskrevs av Dubois 1986.  Indirana gundia ingår i släktet Indirana och familjen Ranixalidae. IUCN kategoriserar arten globalt som akut hotad. Inga underarter finns listade i Catalogue of Life.